# Хазарски речник
„Хазарски речник“ е първият роман на сръбския писател и специалист по сръбска литература Милорад Павич, публикуван през 1984 година и претърпял впоследствие множество издания и преводи на различни езици, в това число български (1989, 1999 г., Христиана Василева).
Повечето герои и събития, описани в книгата са напълно измислени, както и културата, приписвана на хазарския народ. И въпреки че някои от персонажите са исторически личности, романът всъщност е многопластова художествена „мистификация със средновековен дух“ и трудно различим в традиционния смисъл на думата сюжет.
В основата на романа е залегнало действително събитие: приемането в края на 8 и началото на 9 век на юдаизма от страна на хазарската аристокрация и част от хазарския народ, който до този момент изповядвал езичеството. Историческият факт обаче не занимава Павич; вместо това той предлага три различни версии на случилото се, според всяка от които хазарите приемат различна религия: съответно християнството, исляма и юдаизма. Избора на религия хазарският каган прави под формата на полемика между представители на трите големи вероизповедания (Константин-Кирил Философ, Фараби ибн Кора и Исак Сангари), на които обещава, че ще приеме вярата на този от тях, който успее да разтълкува един негов сън. „Източниците“, съставени от тримата представители, Павич организира в енциклопедичен речник, разделен в три части, наречени съответно Червена, Зелена и Жълта книга.
В добавка, към трите книги има и две приложения (Appendix I, II) в края и предварителни бележки с упътвания за реда на четене в началото. Между статиите в речника има символни препратки, указващи дали за дадено понятие има статия и в трите раздела на Хазарския речник, или само в един от тях, или в приложенията. Лексикографското изложение на книгата позволява тя да бъде четена по множество различни начини: отпред-назад или хипертекстуално. Това прави читателя активен участник в романа и той сам трябва да открие как да подреди мозайката от противоречиви събития и личности, пръснати във времето между 8 и 20 век. Освен тези новаторски похвати, романът е написан в два екземпляра – мъжки и женски. Те се различават само в 15 реда, които обаче са ключови за цялостното разбиране на творбата.